# شهرستان وشتناو
شهرستان وشتناو (به انگلیسی: Washtenaw County) یک منطقهٔ مسکونی در ایالات متحده آمریکا است که در میشیگان واقع شده‌است. شهرستان وشتناو ۱٬۸۶۹٫۹۸ کیلومتر مربع مساحت دارد.